# Georges Minois
Pour les articles homonymes, voir Minois (homonymie).
Georges Minois, né le 27 juin 1946 à Athis-Mons, est un historien français. Il est l'auteur de nombreuses synthèses sur des sujets historiques variés.

## Biographie
Ancien élève de l’École normale supérieure de Cachan (promotion 1966), agrégé et docteur en histoire, Georges Minois a exercé la profession de professeur d'histoire et de géographie jusqu'en 2007.

## Publications
- Histoire de la vieillesse de l’Antiquité à la Renaissance, Paris, Fayard, 1987
- La Bretagne des prêtres en Trégor d’Ancien Régime, Beltan, 1987
- Le confesseur du roi. Les directeurs de conscience de la monarchie française, Paris, Fayard, 1988
- Henri VIII, Paris, Fayard, 1989
- Les religieux en Bretagne sous l’Ancien Régime, Rennes, Ouest-France, 1989, [compte rendu en ligne].
- L’Église et la science. Histoire d’un malentendu. T.1 : De Saint Augustin à Galilée, 1990 ; T.2 : De Galilée à Jean-Paul II, Paris, Fayard, 1991
- Histoire religieuse de la Bretagne, Gisserot, 1991
- Histoire des enfers, Paris, Fayard, 1991 (deutscher Titel: Die Hölle. Zur Geschichte einer Fiktion)[2]
- Nouvelle histoire de la Bretagne, Paris, Fayard, 1992
- Bertrand Du Guesclin, Paris, Fayard, 1993, 518 p. (ISBN 978-2-213-02853-8, présentation en ligne).
- Histoire de l’enfer, Paris, 1994 (deutscher Titel: Hölle. Kleine Kulturgeschichte der Unterwelt).
- L’Église et la guerre. De la Bible à l’ère atomique, Paris, Fayard, 1994, [compte rendu en ligne].
- Censure et culture sous l’Ancien Régime, Paris, Fayard, 1995
- Histoire du suicide. La société occidentale face à la mort volontaire, Paris, 1995
- Les Stuarts, Paris, PUF, 1996
- Les Tudors, Paris, PUF, 1996
- Histoire de l’avenir. Des prophètes à la prospective, Paris, 1996
- L’Angleterre géorgienne, Paris, PUF, 1997
- Le couteau et le poison. L’assassinat politique en Europe (1400-1800), Paris, Fayard, 1997
- Le Diable, Paris, PUF, 1998
- Histoire de l'athéisme : les incroyants dans le monde occidental des origines à nos jours, Paris, éditions Fayard, 1998, 671 p. (ISBN 978-2-213-60130-4, BNF 36995197)
- Anne de Bretagne, Paris, Fayard, 1999
- Galilée, Paris, PUF, 2000
- Histoire du rire et de la dérision, Paris, Fayard, 2002
- Les origines du mal. Une histoire du péché originel, Paris, Fayard, 2002
- Histoire du mal de vivre. De la mélancolie à la dépression, La Martinière, 2003, [compte rendu en ligne].
- Bossuet, Paris, Perrin, 2003
- Charles VII : un roi shakespearien, Paris, Perrin, 2005, 850 p. (ISBN 2-262-02127-9, présentation en ligne).
- Le culte des grands hommes. Des héros homériques au star system, Audibert, 2005
- Les grands pédagogues : de Socrate aux cyberprofs, Audibert, 2006
- La Rochefoucauld, Paris, Tallandier, 2007
- La Guerre de Cent ans : Naissance de deux nations, Paris, Perrin, 2008
- L’Âge d’or : Histoire de la poursuite du bonheur, Paris, Fayard, 2009
- Le traité des trois imposteurs, Paris, Albin Michel, 2009
- Charlemagne, Paris, Perrin, 2010
- Le poids du nombre : l’obsession du surpeuplement dans l’histoire, Paris, Perrin, coll. Pour l’histoire, 2011
- Dictionnaire des athées, agnostiques, sceptiques et autres mécréants, Paris, Albin Michel, 2012,  (ISBN 9782226239310)
- Histoire de la célébrité : les trompettes de la renommée, Paris, Perrin, 2012
- Histoire de la solitude et des solitaires, Paris, Fayard, 2013
- Poitiers, 19 septembre 1356 : le roi de France est fait prisonnier…, Paris, Tallandier, 2014
- Philippe le Bel, Paris, Perrin, 2014
- Charles le Téméraire, Paris, Perrin, 2015
- Le prêtre et le médecin : des saints guérisseurs à la bioéthique, Paris, CNRS Editions, 2015
- Histoire du Moyen Âge, Paris, Perrin, 2016
- Richard Cœur de Lion, Paris, Perrin, 2017
- La cabale des dévots, Paris, Champ Vallon, 2018
- Blanche de Castille, Paris, Perrin, 2018
- Abélard, Héloïse et Bernard : Passion, raison et religion au Moyen Âge, Paris, Perrin, 2019
- Charles Martel, Paris, Perrin, 2020
- Richard III, Paris, Perrin, 2022,  (ISBN 978-2-262-08707-4)